# Мало-Сидельниковское месторождение
Мало-Сидельниковское или Мало-Седельниковское месторождение — одно из самых хорошо изученных месторождений родонита Среднего Урала. Оно известно со второй половины XVIII века. Причём только на нём можно найти высококачественный ювелирный родонит. Оно расположено в южной части Монетнинско-Сидельниковского антиклиналия недалеко от Шабровской седловинной структуры у деревни Малое Седельниково.

## Структура
В его профиле можно выделить две толщи: сланцевую и амфиболитовую. Первая формирует собой основание разреза, а вторая согласно залегает на первой, представляя из себя переслаивающиеся углисто-серицит-кварцевые и серицит-кварцевые сланцы, в которых присутствуют мелкие линзы кварцитов. Обе толщи пронизаны нижнепалеозойскими дайками гранитов и гранитопорфиров. Горная масса образует бракиантиклинальную складку, основа которой образована амфиболитовой толщей, а крылья — сланцевой.
В сланцевой толще имеется родонитовое оруднение. Форма рудных тел — мелкие уплощённые линзы с длиной по простиранию до 20 метров и по падению до 10 метров. Они состоят из родонита, бустамита, браунита, спессартина, пьемонтита, тефроита, кварца и эпидота.